# بودانتیت
بودانتیت  (به انگلیسی: Beudantite) با فرمول شیمیایی PbFe3+ 3 [(OH)6 - SO4 - AsO4] از مجموعه کانی هاست و از نام کانی‌شناس فرانسوی F.Beudant اخذ شده‌است. در شعله زیاد در HCl حل می‌شود. PbO:۳۱٫۳۵٪  Fe2O۳:۳۳٫۶۸٪  SO۳:۱۱٫۲۴٪  As2O:۱۶٫۱۴٪  H2O:۷٫۵۹٪   از نظر شکل بلور: هگزائدر - رمبوئدر - پسودوکوبیک - قرصی شکل، رنگ: سبز تیره - قهوه‌ای - سیاه، شفافیت: شفاف - نیمه کدر، جلا: الماسی - شیشه‌ای - چرب، رخ: ناقص، سیستم تبلور: تری گونال و در رده‌بندی آرسنیات است همچنین خاصیت مغناطیسی ندارد و منشأ تشکیل آن ثانوی است.
همایند کانی‌شناسی (پارانژ) آن سختی و چگالیپارماکوسیدریت- پارماکوسیدریت- مالاکیت- لیمونیت و غیره است.
، از نظر ژیزمان بلوری کمیاب است و بیشتر در آلمان غربی، چک اسلواکی، یونان، استرالیا و نامبیا یافت می‌شود.

## منبع
- پردیس کشاورزی ایران